# Vem räddar Jessica?
Vem räddar Jessica?, originaltitel: Everybody's Baby: The Rescue of Jessica McClure, även kallad Dödsfällan, är en amerikansk TV-film från 1989, regisserad av Mel Damski. Filmen är baserad på den verkliga händelsen där 18 månader gamla Jessica McClure föll ner i en smal brunn i Midland i Texas 1987. Den dramatiska räddningen som pågick i över två dygn fick stor medial uppmärksamhet och engagerade hela världen. Filmen hade premiär på NBC och fick positiv respons för sin gripande skildring av händelserna .

## Handling
Filmen följer den spännande och känslomässiga räddningsinsatsen för att befria Jessica McClure ur brunnen. Räddningsarbetare, tekniker och frivilliga samlas för att genomföra en komplicerad och riskfylld operation. Parallellt utforskar filmen hur händelsen påverkar Jessicas familj, räddningsteamet och det globala intresset för hennes öde. Med realistiska och intensiva scener visar filmen de utmaningar och känslor som präglade de 58 timmarna.